# Gerrit Peters
Gerard Peters (conocido como Gerrit Peters; Haarlem, 31 de julio de 1920-Haarlem, 6 de abril de 2005) fue un deportista neerlandés que compitió en ciclismo en la modalidad de pista. Ganó una medalla de oro en el Campeonato Mundial de Ciclismo en Pista de 1946, en la prueba de persecución individual.

## Medallero internacional
| Campeonato Mundial | Campeonato Mundial | Campeonato Mundial | Campeonato Mundial         |
| Año                | Lugar              | Medalla            | Competición                |
| ------------------ | ------------------ | ------------------ | -------------------------- |
| 1946               | Zúrich (Suiza)     | Medalla de oro     | Persecución individual (P) |